# Episema abruzzorum
Episema abruzzorum är en fjärilsart som beskrevs av Franz Dannehl 1929. Episema abruzzorum ingår i släktet Episema och familjen nattflyn. Inga underarter finns listade i Catalogue of Life.